# Voltron Nevera
Voltron Nevera is een stalen lanceerachtbaan in het Duitse attractiepark Europa-Park. De achtbaan ligt in het themagebied Kroatië en opende in 2024 als veertiende achtbaan in het park. De achtbaan wordt gesponsord door het bedrijf Rimac Automobili.

## Geschiedenis

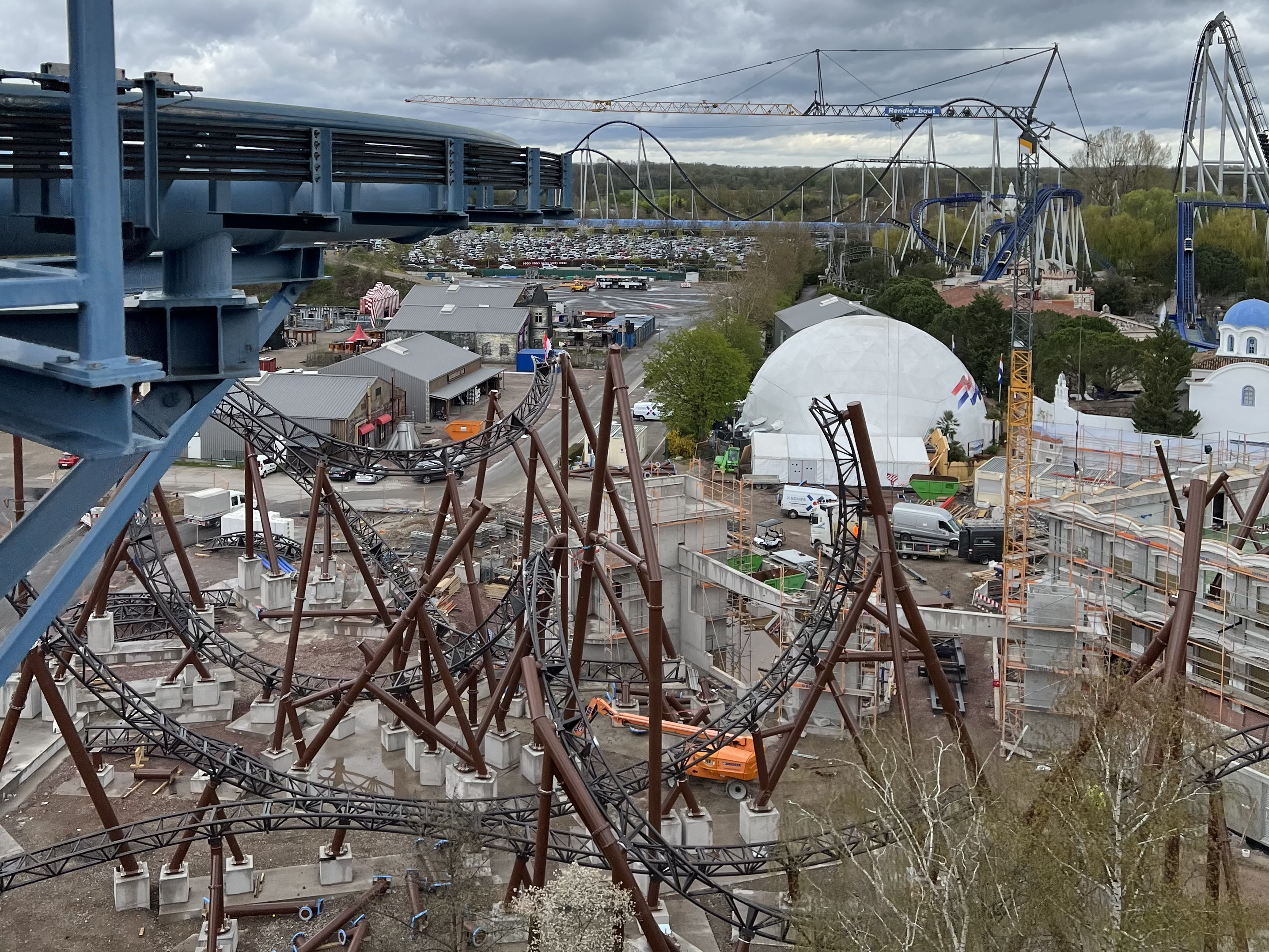
Bouwterrein op 11 april 2023.

In het begin van 2022 verwijderde Europa-Park een tweetal attracties uit het park om plaats te maken voor een nieuw themagebied (Kroatië) met een lanceerachtbaan. Op 16 maart 2022 maakte het park vervolgens bekend dat de achtbaan Voltron Coaster zou gaan heten. Hierbij werd ook onthuld dat de attractie zou draaien om de Kroatische technicus Nikola Tesla. Aanvankelijk hield Europa-Park rekening met een opening van de achtbaan in 2023, maar door leveringsproblemen werd de opening van Voltron uitgesteld naar 2024.
Op 16 mei 2023 werd het laatste baandeel van de achtbaan geplaatst. Later in het jaar maakte Europa-Park bekend dat Voltron gesponsord zou gaan worden door het Kroatische automerk Rimac Automobili. Op 26 januari werd de eerste achtbaantrein geleverd. Kort daarna op 21 februari 2024 maakte de familie Mack de allereerste testrit op de achtbaan. Een maand later werd op 21 maart de openingsdatum van Voltron Nevera gepubliceerd tijdens een persconferentie. Op 26 april 2024 opende de achtbaan voor bezoekers. Op de openingsdag liep de wachttijd bij de achtbaan op tot 120 minuten. Dit zorgde voor chaotische taferelen. Een dag eerder zouden abonnementhouders al toegang hebben tot de achtbaan. Door technische problemen werd dit op het laatste moment afgelast.
In maart 2025 won Voltron Nevera een Thea Award.

## Verhaal

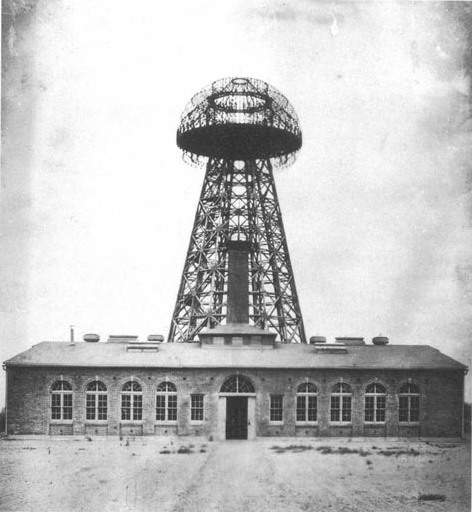
De Wardenclyffe Tower speelt een belangrijk onderdeel in het verhaal.

Het verhaal van de attractie draait om Nikola Tesla. Hij probeert met behulp van elektriciteit mensen te teleporteren van de ene plek naar de andere plek. Hiervoor zijn twee Wardenclyffe Towers geplaatst. Bezoekers zijn de testpersonen voor zijn experiment. De rit begint in een gebouw dat een voormalige waterkrachtcentrale voor moet stellen waar zich een toren bevindt. Aan het begin van de rit wordt de achtbaantrein, als het ware,  geteleporteerd naar de andere toren. Halverwege de rit komt de achtbaantrein tot stilstand onder de tweede toren en wordt weer terug 'geschoten' naar de eerste toren bij de waterkrachtcentrale.

## Technisch
Voltron Nevera heeft een lengte van 1385 meter en is daarmee de langste lanceerachtbaan van Europa. De rit telt vier lanceringen, waarvan de steilste 105 graden is. Tijdens de rit behaalt de trein een snelheid van 100 km/u en een hoogte van 32,5 m. Bezoekers ervaren tijdens de rit 2,2 seconden gewichtloosheid. De fabrikant van de achtbaan is MACK Rides. De achtbaan heeft als record de langste lanceerachtbaan van Europa te zijn.